# مجید وحید بریمانلو
مجید وحیدبریمانلو (زاده ‎۱۲ تیر ۱۳۷۹) کوراش‌کار و جودوکار اهل ایران است.
وی در بازی‌های آسیایی ۲۰۲۲ موفق به کسب مدال نقره وزن ۶۶ کیلوگرم مردان شده‌است.

## افتخارات
- مدال نقره مسابقات قهرمانی کوراش جهان در سال ۲۰۲۳.
- مدال نقره مسابقات برترین‌های کوراش جهان در سال ۲۰۲۳.
- مدال برنز مسابقات قهرمانی کوراش جوانان آسیا در سال ۲۰۱۷.[۱۵]
- مدال نقره مسابقات بازی‌های آسیایی هانگژو کوراش در سال ۲۰۲۲.[۱۶]
- قهرمانی کاپ اروپا آلمان ۲۰۱۷.
- قهرمانی آسیایی کوراش ۲۰۲۲.